# メイリッシュ
座標: 北緯35度42分8.3秒 東経139度46分10.5秒 / 北緯35.702306度 東経139.769583度
株式会社メイリッシュは、東京都千代田区の秋葉原地区において、メイド喫茶店「Cafe Mai:lish（カフェ・メイリッシュ）」を運営する企業である。

## 概要
いわゆるメイド喫茶であり、店員がメイド服姿、アニメやゲームなどのコスプレ衣装を着用した姿で営業を行っている。営業時間は11:00から22:00であり、金曜・土曜には22:00から29:00まで「サロンメイリッシュ」として深夜営業を行っている。
現社名かつ現店名の「メイリッシュ」は店員・スタッフ全員で考えたもので、「メイド+スタイリッシュ」を縮めた造語である。
「ゴシックDay」「チャイナ Day」「ヤンキーDay」「眼鏡っ子Day」「卒業式Day」「ねこみみDay」「ホビーDay」などの店内企画型イベントにより成功を収めたコスプレ系飲食店・メイド喫茶の代表的店舗であり、コスプレ系飲食店・メイド喫茶の黎明期から活躍する店員も在籍するため、創業期からの常連客や地方からの来客も多数、存在する。2009年（平成21年）時点のスタッフの平均年齢は21歳、勤続年数は平均3年である。オリジナルグッズの制作・販売にも力を入れており、コミックマーケットの企業ブースにも出展したこともある。
店内で店員を撮影することは禁止されているが、出される飲食物に関しては撮影が可能となっている。

## 沿革
- 2002年（平成14年）
  - 7月19日 - T-ZONE（パソコン専門店）が直営する店舗として開店。当時の店名は「Mary's（メアリーズ）」[9]。
  - 10月1日 - 「Cafe Mai:lish（カフェ・メイリッシュ）」に店名を変更[10]後、事業譲渡により運営会社がT-ZONEの関連会社ジェイ・ノード[注 1]に変更。

- 2003年（平成15年）
  - 2月14日 - 武蔵野市吉祥寺の「吉祥寺レンガ館モール」5階に「2号店」として吉祥寺店が開店[11]。
  - 6月 - 後にカフェ・メイリッシュの運営会社となる「株式会社メイリッシュ」が設立[1]。

- 2004年（平成16年）
  - 2月15日 - 吉祥寺店が閉店。
  - 4月30日 - T-ZONEがジェイ・ノードの株式を売却[12]。その後事業譲渡により運営会社が株式会社メイリッシュに変更。

- 2007年（平成19年）11月8日 - ミュージシャン・小室哲哉とのコラボレーションイベント“DJTK×Cafe Mai:lish”を開催[13][14]。小室が愛用しているギターやキーボードを展示し、メイリッシュの内装を「DJTK」仕様に改装した[13][14]。同イベントは同年11月11日までの4日間開催された[13][14]。

- 2013年（平成25年）9月2日 - 営業時間が平日は16時から22時まで[15]、土曜日・日曜日・祝日及びイベント開催日は11時から22時までに変更された[15]。これに伴い終日メイド服での営業は水曜日のみとなり、水曜日以外の平日はメイド服を着用したウェイトレスと、アニメ・ゲームなどのコスプレ衣装を着用したウェイトレスが混在する形での営業に変更された[15]。

- 2014年（平成26年）
  - 4月1日 - 平日昼間の営業が再開[16]。
- 2020年（令和2年）
  - 4月8日 - 新型コロナウイルス感染拡大に伴う緊急事態宣言発令により、4月11日より臨時休業に入ると発表。4月7日から営業時間を12時から20時まで短縮。
  - 5月7日 - 12時から20時の営業時間で再開。ただし当面の間は深夜営業「サロンメイリッシュ」は行わないとしている。
  - 6月1日 - 営業時間を12時から22時までに変更。